# Evgenij Poljakov
Evgenij Poljakov (in russo Евгений Поляков?; Mosca, 27 aprile 1943 – Parigi, 24 ottobre 1996) è stato un danzatore, coreografo e maestro di balletto russo naturalizzato francese.

## Biografia

### Danzatore
Entra a far parte della Scuola del Teatro Bol'šoj, dove si diploma con il maestro Aleksej Ermolaev, ex danzatore del Teatro Kirov di Leningrado. Collabora come primo ballerino con il Corpo di Ballo del Teatro dell’Opera e di Balletto di Novosibirsk, dove danza nei più importanti titoli del grande repertorio (Giselle, Il Corsaro, Il Lago dei cigni, Cenerentola, Romeo e Giulietta, La bella addormentata) e dove fa anche le sue prime esperienze come coreografo (Variazioni su tema di Purcell, Romanze senza parole).

### Coreografo
Torna poi a Mosca nel 1970 come insegnante alla Scuola del Teatro Bol'šoj e vi rimane fino al 1976.
Trasferitosi in Italia, inizia la sua attività di Maître de ballet e di coreografo al Teatro La Fenice di Venezia, dove firma nuove produzioni di Le Spectre de la rose, intitolata Spectre du Spectre de la rose, di Francesca da Rimini e di Giselle, con Elisabetta Terabust e Rudol'f Nureev, che immediatamente riconosce il valore del giovane Maestro.
Tra il 1977 e il 1978, è coreografo principale della compagnia “Viva la Danza” di Roma, di Maria Grazia Garofoli, per approdare a Firenze.
Per il Corpo di Ballo del Maggio Musicale Fiorentino crea i balletti Tema con variazioni (1979), Andante pomeridiano (1980), Rideau réversible (1980), Computer Valzer (1981), La Favorite (1981), Studio (1982), Le Baiser de la fée (1982), Le Chant du rossignol (1982), Fogli d’album (1983).
Ripropone anche grandi classici della danza, fra cui Le Nozze d'Aurora (1980) e Giselle (1980), più volte ripresa a Firenze con, nel corso degli anni, protagonisti quali Ghislaine Thesmar, Carla Fracci, Sylvie Guillem, Alessandra Ferri, Florence Clerc, Aleksandr Godunov, Rudol'f Nureev, Gheorghe Iancu, Umberto De Luca, Charles Jude. Nel 1983 cura una nuova e fortunata versione de Lo schiaccianoci, con interpreti principali Elisabetta Terabust e Patrick Dupond.
Negli anni del suo primo soggiorno fiorentino, collabora come coreografo anche con il Collettivo di Danza Contemporanea di Cristina Bozzolini (Correspondances, co-coreografato con Susana Zimmermann, Memento amoris, Grand cru, una serata da Franca, Guardami da vicino).
Nello stesso periodo collabora con il Teatro dell’Opera di Roma per il quale mette in scena a Caracalla il Pas de dix di Rajmonda e Il Lago dei cigni.
Dopo Firenze, nel 1983, passa a svolgere la propria attività di Maître de ballet e Répétiteur a Parigi, invitato all’Opéra National de Paris da Massimo Bogianckino e da Rudol'f Nureev, che lo vuole accanto a sé per tutti i suoi sei anni di direzione del Corpo di Ballo. Con il loro lavoro e la loro comune visione artistica, formano una nuova generazione di grandi talenti, mantenendo altissima la tradizione accademica, ma anche aprendo la compagnia ai molti e diversi stili della nuova danza.
Dopo l’abbandono di Nureev, Poljakov assume per un anno, assieme a Patrice Bart, la direzione del Corpo di Ballo, ormai diventato, con tutte le sue giovani stelle, uno dei massimi riferimenti della danza mondiale.
Sempre a Parigi, nel 1985 partecipa in qualità di Direttore Artistico alla fondazione del Ballet du Louvre, per il quale rimonta la sua Giselle, che viene rappresentata per la prima volta alle Seychelles (1986).
Negli stessi anni, come coreografo principale del Balletto di Toscana, firma Percorsi di una passeggiata (1986) e Sintonie (1987).
Nel settembre 1988 torna alla guida del Corpo di Ballo del Maggio Musicale Fiorentino, da lui stesso ribattezzato MaggioDanza. Per questa compagnia allestisce altre sue creazioni: La signora delle camelie (1990), Follia (1991), Cenerentola (1991), Melodramma (1992). Nell’autunno del 1992 realizza per MaggioDanza Coppélia, con un originale allestimento scenico firmato dal pittore spagnolo Sigfrido Martin Begué, con protagonisti Florence Clerc ed Eric Vu-An, riscuotendo grande successo di pubblico e critica in Italia e in Spagna. Nell’inverno del 1993, allestisce& Il Lago dei cigni e nel febbraio 1995 crea La Ronde, liberamente tratto da Arthur Schnitzler, su musica originale di Matteo d’Amico, più volte riproposto da MaggioDanza negli anni seguenti.
Nel 1991, all’Opéra di Parigi, aveva intanto firmato con Patrice Bart un nuovo adattamento di Giselle, ancora oggi nel repertorio della compagnia, curandone il secondo atto, e creato Comme on respire per Florence Clerc e Charles Jude.
Riallestisce balletti classici, tra i quali Rajmonda e Don Chisciotte di Nureev, e ancora crea proprie coreografie anche a Monaco, Pechino, Vienna, Melbourne, Wellington, Berlino, Londra, Stoccolma e Milano.
Collabora con importanti registi, firmando le coreografie per diverse opere nelle stagioni liriche di Firenze, Chicago e Parigi.
Nel dicembre 1995 lascia la direzione artistica di MaggioDanza e torna a Parigi per un nuovo incarico come Maître de ballet e Répétiteur all’Opéra.
Nel 1996 viene chiamato al Teatro alla Scala da Elisabetta Terabust, allora alla direzione del Corpo di Ballo, per un allestimento di Petruška di Stravinskij.
Muore a Parigi il 24 ottobre 1996 e viene sepolto a Firenze nel Cimitero di Porta Pinti detto "degli Inglesi" di proprietà della Chiesa Evangelica Riformata Svizzera.
Nel 2016, a vent'anni dalla sua scomparsa, è nata a Firenze l'Associazione "Evgenij Polyakov", volta alla conservazione della sua memoria e promozione della sua arte. 

## Coreografie
- Variazioni su tema di Purcell – Musica di B. Britten – Novosibirsk [3]
- Romanze senza parole – Musica di F. Mendelssohn-Bartholdy – Novosibirsk
- Spectre du spectre de la rose – Musica di C.M. von Weber – Venezia, Teatro La Fenice – Stagione 1976-77 (Prima rappresentazione 24/04/1977)
- Francesca da Rimini – Musica di P.I. Čajkovskij – Venezia, Teatro La Fenice – Stagione 1976-77 (Prima rappresentazione 09/07/1977) [4]
- Giselle – Musica di A. Adam – Venezia, Teatro La Fenice – Stagione 1977-78 (Prima rappresentazione 07/01/1978) [5]
- Bach Suite – Musica di J.S. Bach – Roma – Compagnia Viva La Danza – Tournée 1978 [6]
- Pas de quatre (cor. con M.G. Garofoli) – Musica di C. Pugni – Roma – Compagnia Viva La Danza – Tournée 1978 [7]
- Paquita - Grand pas – Musica di L. Minkus – Roma – Compagnia Viva La Danza – Tournée 1978
- Tema con variazioni – Musica di P.I. Čajkovskij – Firenze, Teatro Comunale – Corpo di Ballo del Maggio Musicale Fiorentino – Stagione 1978-79 (Prima rappresentazione 22/02/1979)
- Allora? Allora cosa? (coreodramma) – Regia di F. Capitano – Roma – Compagnia Teatro D2 – Anno 1980
- Le Nozze di Aurora (da La Bella addormentata nel bosco) – Musica di P.I. Čajkovskij – Firenze, Teatro Comunale – Corpo di Ballo del Maggio Musicale Fiorentino – Stagione 1979-80 (Prima rappresentazione 10/01/1980)
- Andante pomeridiano – Musica di R. Strauss – Firenze, Teatro Comunale – Corpo di Ballo del Maggio Musicale Fiorentino – Stagione 1979-80 (Prima rappresentazione 29/01/1980)
- Rideau réversible – Musica di G. Petrassi e I. Stravinskij – Firenze, Teatro Comunale – Corpo di Ballo del Maggio Musicale Fiorentino – Stagione 1979-80 (Prima rappresentazione 21/05/1980)
- Evgenij Onegin (balletti dell’opera) – Musica di P.I. Čajkovskij – Regia di P.L. Samaritani – Firenze, Teatro Comunale – Corpo di Ballo del Maggio Musicale Fiorentino – Stagione 1979-80 (Prima rappresentazione 22/06/1980)
- Giselle – Musica di A. Adam – Firenze, Teatro Comunale – Corpo di Ballo del Maggio Musicale Fiorentino – Stagione 1979-80 (Prima rappresentazione 25/07/1980)
- Raymonda - Pas de dix – Musica di A. Glazunov – Roma – Compagnia Teatro D2 – Anno 1981 [8]
- Computer valzer – Musica di P. Grossi da J. Strauss – Firenze, Teatro Comunale – Corpo di Ballo del Maggio Musicale Fiorentino – Stagione 1980-81 (Prima rappresentazione 26/03/1981)
- La Favorite - Atto II – Musica di G. Donizetti – Firenze, Teatro Comunale – Corpo di Ballo del Maggio Musicale Fiorentino – Stagione 1980-81 (Prima rappresentazione 11/07/1981)
- La Ventana - Pas de trois (cor. da A. Bournonville) – Musica di H.C. Lumbye – Cortile Palazzo Pitti (Firenze) – American Ballet - Solisti (Prima rappresentazione 21/07/1981)
- Les Flammes de Paris - Pas de deux (cor. da V. Vainonen) – Musica di B. Asafiev – Cortile Palazzo Pitti (Firenze) – American Ballet - Solisti (Prima rappresentazione 21/07/1981)
- Infiorata a Genzano (cor. da ;A. Bournonville) – Musica di E. Helsted e S.H. Paulli – Cortile Palazzo Pitti (Firenze) – American Ballet - Solisti (Prima rappresentazione 22/07/1981)
- Don Chisciotte - Pas de deux – Musica di L. Minkus – Cortile Palazzo Pitti (Firenze) – American Ballet - Solisti (Prima rappresentazione 22/07/1981)
- Raymonda - Pas de dix – Musica di A. Glazunov – Caracalla (Roma) – Teatro dell’Opera – Stagione estiva 1981 (Prima rappresentazione 05/08/1981)
- Correspondances (cor. con S. Zimmermann) – Musica di C. Debussy, C. Franck, M. Ravel, E. Satie e L. Ferré – Firenze – Collettivo di Danza Contemporanea – Anno 1981
- Carmen (balletti dell’opera) – Musica di G. Bizet – Regia di P.L. Samaritani – Firenze, Teatro Comunale – Corpo di Ballo del Maggio Musicale Fiorentino – Stagione 1981-82 (Prima rappresentazione 26/01/1982)
- Studio – Musica di F. Novelli – Firenze, Teatro Comunale – Corpo di Ballo del Maggio Musicale Fiorentino – Stagione 1981-82 (Prima rappresentazione 25/02/1982)
- Cadenze romantiche – Musiche di J.S. Bach e E. Grieg – Perugia – Collettivo di Danza “Città di Perugia” – Anno 1982 (Prima rappresentazione 08/04/1982)
- Le Baiser de la fée – Musica di I. Stravinskij – Firenze, Teatro Comunale – Corpo di Ballo del Maggio Musicale Fiorentino – Stagione 1981-82 (Prima rappresentazione 28/05/1982)
- Le Chant du rossignol – Musica di I. Stravinskij – Firenze, Teatro Comunale – Corpo di Ballo del Maggio Musicale Fiorentino – Stagione 1981-82 (Prima rappresentazione 28/05/1982)
- Cinque pezzi al posto del silenzio – Musica di R. Schumann – Firenze – Collettivo di Danza Contemporanea – Anno 1982
- Memento amoris – Musica di S. Rachmaninov – Firenze – Collettivo di Danza Contemporanea – Anno 1982
- Grand cru, una serata da Franca – Musica di L. Leo, D. Scarlatti e altri clavicembalisti italiani – Firenze – Collettivo di Danza Contemporanea – Anno 1982
- Lo Schiaccianoci – Musica di P.I. Čajkovskij – Firenze, Teatro Comunale – Corpo di Ballo del Maggio Musicale Fiorentino – Stagione 1982-83 (Prima rappresentazione 22/01/1983)
- Fogli d’album – Musica di R. Schumann – Firenze, Teatro Comunale – Corpo di Ballo del Maggio Musicale Fiorentino – Stagione 1982-83 (Prima rappresentazione 08/04/1983)
- Guardami da vicino – Firenze – Collettivo di Danza Contemporanea – Anno 1983
- Don Giovanni (balletti dell’opera) – Musica di W.A. Mozart – Regia di P.L. Samaritani – Montepulciano – Cantiere Internazionale d’Arte – Stagione 1983 (Prima rappresentazione 31/07/1983)
- Il Lago dei cigni – Musica di P.I. Čajkovskij – Caracalla (Roma) – Teatro dell’Opera – Stagione estiva 1983 (Prima rappresentazione 06/08/1983) [9]
- Evgenij Onegin (balletti dell’opera) – Musica di P.I. Čajkovskij – Regia di P.L. Samaritani – Chicago, Lyric Opera of Chicago – Stagione 1984 (Prima rappresentazione 21/09/1984)
- Il Carnevale di Venezia - Pas de deux – Musica di C. Pugni – Monaco di Baviera, Bayerische Staatsoper – Stagione Inverno 1984
- Le Siège de Corynthe (balletti dell’opera) – Musica di G. Rossini – Regia di P.L. Pizzi – Parigi, Opéra National de Paris – Stagione 1985-86 (Prima rappresentazione 15/11/1985)
- Giselle – Musica di A. Adam – Mahé (Seychelles) – Ballet du Louvre – Tournée 1986 (Prima rappresentazione 04/04/1986)
- Percorsi di una passeggiata – Musica di P. Glass – Firenze – Balletto di Toscana – Anno 1986
- Sintonie – Musica di G.B. Pergolesi – Pisa, Teatro di Pisa – Balletto di Toscana – Tournée 1987 (Prima rappresentazione 29/10/1987)
- Orphée aux enfers (balletti dell’opera) – Musica di J. Offenbach – Regia di J.L. Martinoty – Parigi, Opéra National de Paris – Stagione 1987-88 (Prima rappresentazione 20/01/1988)
- Traviata, une aventure dans le mal (coreodramma) (cor. con M. Piazza) – Musica di G. Verdi – Regia di F. Capitano – Roma – Compagnia Teatro D2 – Anno 1988
- La Signora delle camelie – Musica di R. Schumann e J. Field – Firenze, Teatro del Maggio Musicale Fiorentino – MaggioDanza – Stagione 1989-90 (Prima rappresentazione 15/03/1990)
- Follia – Musica di A. Corelli – Firenze, Teatro del Maggio Musicale Fiorentino – MaggioDanza – Stagione 1990-91 (Prima rappresentazione 25/01/1991)
- Giselle (cor. P. Bart - Atto I – cor. E. Poljakov - Atto II) – Musica di A. Adam – Parigi, Opéra National de Paris – Stagione 1990-91 (Prima rappresentazione 25/04/1991)
- Comme on respire – Musica di J. Field – Parigi, Opéra National de Paris – Stagione 1991-92 (Prima rappresentazione 10/10/1991)
- Cenerentola – Musica di S. Prokof'ev – Firenze, Teatro del Maggio Musicale Fiorentino – MaggioDanza – Stagione 1991-92 (Prima rappresentazione 19/12/1991)
- Andrea Chénier (balletti dell’opera) – Musica di U. Giordano – Regia di P.L. Samaritani – Firenze, Teatro del Maggio Musicale Fiorentino – MaggioDanza – Stagione 1991-92 (Prima rappresentazione 20/02/1992)
- Melodramma – Musica di G. Rossini – Firenze, Teatro del Maggio Musicale Fiorentino – MaggioDanza – Stagione 1991-92 (Prima rappresentazione 26/06/1992)
- Coppélia – Musica di L. Delibes – Firenze, Teatro del Maggio Musicale Fiorentino – MaggioDanza – Stagione 1992-93 (Prima rappresentazione 25/11/1992)
- Il Lago dei cigni – Musica di P.I. Čajkovskij – Firenze, Teatro del Maggio Musicale Fiorentino – MaggioDanza – Stagione 1992-93 (Prima rappresentazione 31/03/1993)
- Il Barbiere ;di Siviglia (balletti dell’opera) – Musica di G. Rossini – Regia di U. Gregoretti – Firenze, Teatro del Maggio Musicale Fiorentino – MaggioDanza – Stagione 1993-94 (Prima rappresentazione 23/01/1994)
- La Ronde – Musica di M. D’Amico – Firenze, Piccolo Teatro – MaggioDanza – Stagione 1994-95 (Prima rappresentazione assoluta 14/02/1995)
- Un Ballo in maschera (balletti dell’opera) – Musica di G. Verdi – Regia di A. Fassini – Firenze, Teatro del Maggio Musicale Fiorentino – MaggioDanza – Stagione 1995-96 (Prima rappresentazione 12/12/1995)
- Petruška (cor. da M. Fokine) – Musica di I. Stravinskij – Milano, Teatro alla Scala – Stagione 1995-96 (Prima rappresentazione 30/04/1996)